# マコーン郡 (モンタナ州)
マコーン郡（英: McCone County）は、アメリカ合衆国モンタナ州の北西部に位置する郡である。2010年国勢調査での人口は1,734人であり、2000年の1,977人から5.7％減少した。郡庁所在地はサークル（人口615人）であり、同郡で人口最大の自治体でもある。

## 地理
アメリカ合衆国国勢調査局に拠れば、郡域全面積は2,683平方マイル (6,949 km2)であり、このうち陸地は2,643平方マイル (6,845 km2)、水域は40平方マイル (104 km2)で水域率は1.50％である。

### 主要高規格道路
- モンタナ州道13号線
- モンタナ州道24号線
- モンタナ州道200号線

### 隣接する郡
- バレー郡 - 北
- ルーズベルト郡 - 北
- リッチランド郡 - 北東
- ドーソン郡 - 東
- プレーリー郡 - 南
- ガーフィールド郡 - 西

### 国立保護地域
- チャールズ・M・ラッセル国立野生生物保護区（部分）

## 人口動態
以下は2000年の国勢調査による人口統計データである。
| 基礎データ - 人口: 1,977人 - 世帯数: 810 世帯 - 家族数: 596 家族 - 人口密度: 0人/km2（1人/mi2） - 住居数: 1,087軒 - 住居密度: 0軒/km2（0軒/mi2） 人種別人口構成 - 白人: 96.97% - アフリカン・アメリカン: 0.30% - ネイティブ・アメリカン: 1.06% - アジア人: 0.30% - 混血: 1.37% - ヒスパニック・ラテン系: 0.96% 先祖による構成 - ドイツ系：37.4％ - ノルウェー系：22.7％ - アメリカ人：8.8％ - アイルランド系：8.5％ 言語による構成 - 英語：99.0％ - ドイツ語：1.0％ 年齢別人口構成 - 18歳未満: 24.8% - 18-24歳: 5.4% - 25-44歳: 24.3% - 45-64歳: 26.5% - 65歳以上: 18.9% - 年齢の中央値: 42歳 - 性比（女性100人あたり男性の人口） - 総人口: 99.7 - 18歳以上: 103.3 | 世帯と家族（対世帯数） - 18歳未満の子供がいる: 30.2% - 結婚・同居している夫婦: 66.9% - 未婚・離婚・死別女性が世帯主: 3.8% - 非家族世帯: 26.3% - 単身世帯: 24.6% - 65歳以上の老人1人暮らし: 11.4% - 平均構成人数 - 世帯: 2.44人 - 家族: 2.89人 収入と家計 - 収入の中央値 - 世帯: 29,718米ドル - 家族: 35,887米ドル - 性別 - 男性: 22,768米ドル - 女性: 15,368米ドル - 人口1人あたり収入: 15,162米ドル - 貧困線以下 - 対人口: 16.8% - 対家族数: 14.1% - 18歳未満: 19.4% - 65歳以上: 11.2% |

## 都市と町

### 町
- サークル - 郡庁所在地

### その他の町
- ブロックウェイ
- バイダ